# Carreira (Barcelos)
Carreira is een plaats (freguesia) in de Portugese gemeente Barcelos en telt 1 584 inwoners (2001).

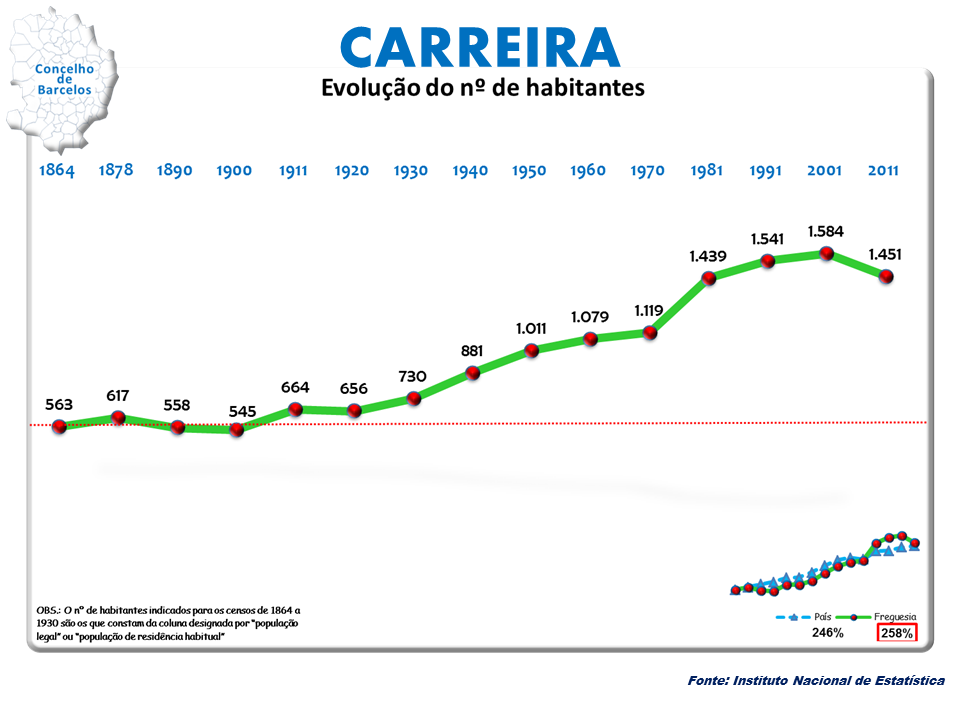
Bevolkingsontwikkeling tussen 1864 en 2011